# Full text-zoeken
Full text-zoeken is een term uit de wereld van zoekmachines. Het geeft aan dat de gebruiker een tekstveld krijgt waar deze steekwoorden in kan vullen. De zoekmachine gaat dan met deze woorden zoeken naar documenten die deze steekwoorden bevatten. Vaak kunnen relaties tussen steekwoorden aangegeven worden, zoals AND, OR en NOT (booleaanse operatoren).
De tegenhanger van full text-zoeken is het zoeken via metadata. De gebruiker krijgt dan niet een vrij in te vullen veld, maar kan zoeken in bepaalde categorieën. De zoekmachine van een bibliotheeksysteem zou bijvoorbeeld de velden auteur, titel, jaar van uitgave en uitgeverij kunnen aanbieden. De gebruiker kan nu veel gerichter zoeken, bijvoorbeeld door de opdracht te geven te zoeken naar boeken van auteur Hugo Claus die na 1980 zijn uitgegeven. Een dergelijke opdracht is met een full text-zoekopdracht veel moeilijker te geven. Men zou niet alleen documenten terugkrijgen geschreven door Claus, maar ook boeken over Claus, of boeken waarin hij ergens in het dankwoord voorkomt. De tijdsindicatie is met een full text-zoekopdracht ook niet te specificeren. 
Veel zoekmachines, zoals Google en Yahoo!, maken in hun standaardzoekmogelijkheden gebruik van een full text-zoekopdracht. Meestal bieden ze wel geavanceerde zoekmogelijkheden via metadata aan.